# Lennart Meri
Lennart-Georg Meri, estonski politik, filmski režiser in pisatelj, predsednik Estonije 1992–2001, * 29. marec 1929, Talin, Estonija, † 14. marec 2006, Talin, Estonija.
Je nekdanji predsednik Republike Estonije. Leta 1997 je Meri prejel zlati častni znak svobode Republike Slovenije za zasluge pri utrjevanju prijateljskih meddržavnih odnosov med Republiko Slovenijo in Republiko Estonijo.